# Gotska umetnost
Gotska umetnost ali gotski slog je evropski umetnostni slog srednjeveške umetnosti, ki se je v severni Franciji razvil iz romanske umetnosti v 12. stoletju, vodil pa jo je sočasni razvoj gotske arhitekture. Razširil se je po celotni zahodni Evropi in velikem delu južne in srednje Evrope, v klasični obliki v Italiji pa ni nikoli preveč. V poznem 14. stoletju se je razvil prefinjen dvorni slog mednarodne gotike, ki se je nadaljeval do konca 15. stoletja. Na mnogih področjih, zlasti v Nemčiji, se je poznogotska umetnost nadaljevala tudi v 16. stoletju, preden je prešla v renesančno umetnost. Primarni mediji gotskega obdobja so bili kiparstvo, tabelno slikarstvo, vitraj, freska in iluminirani rokopis pa tudi steklarstvo, še manjše in manj poznane umetnosti, kot so zlatarstvo, miniatura, obdelovanje slonove kosti, tkanin in tako dalje. Lahko prepoznavni premiki v arhitekturi od romanskih do gotike in gotskega do renesančnega sloga se običajno uporabljajo za opredelitev obdobij v umetnosti v vseh medijih, čeprav se je v mnogih pogledih figurativna umetnost razvijala z drugačnim tempom.
Najstarejša gotska umetnost je bila monumentalna skulptura, na stenah stolnic in opatij. Krščanska umetnost je bila pogosto tipološke narave in je prikazovala zgodbe iz Nove in Stare zaveze. Življenje svetnikov je bilo pogosto upodobljeno. Podobe Device Marije so se od bizantinske ikonične oblike spremenile v bolj človeško in ljubečo mater, ki se je oklepala svojega dojenčka, ga zibala in kazala prefinjene manire dobro vzgojene aristokratske dvorne dame.
Sekularna umetnost je v tem obdobju prišla na svoje mesto z vzponom mest, ustanovitvijo univerz, povečanjem trgovine, ustanovitvijo denarnega gospodarstva in oblikovanjem meščanskega razreda, ki bi si lahko privoščil pokroviteljstvo umetnosti in naročenih del, kar je povzročilo širjenje slik in iluminiranih rokopisov. Povečana pismenost in vse več posvetne vsesplošne literature je spodbudilo zastopanje posvetnih tem v umetnosti. Z rastjo mest so se oblikovali trgovski cehi in umetniki so pogosto morali biti člani slikarskega ceha - zato je v tem obdobju zaradi boljšega vodenja evidenc več umetnikov poimenovalo; nekateri umetniki so bili celo tako drzni, da so se podpisali s svojim imenom.

## Poimenovanje
V srednjem veku je bila gotika imenovana opus francigenum, ker je ta imela francoski izvor. Beseda gotika izhaja iz italijanske besede gotico, ki jo je skoval Giorgio Vasari v 16. stoletju. Renesančna umetnost je trdila, da je bila gotika slabšalen izraz za opis grobe in barbarske kulture, ki je bila v nasprotju s klasično. Beseda je izgubila svoj negativni pomen v prvi polovici 16. stoletja, ko so v Angliji in Nemčiji umetnosti doživele ponovno rojstvo, ki so ga imenovali neogotika, ki se je kasneje razvila tudi v Italiji in Franciji. 

## Izvor
Gotska umetnost se je pojavila v Île-de-Franceu v Franciji v zgodnjem 12. stoletju v opatijski cerkvi St Denis, ki jo je zgradil opat Suger. Slog se je v arhitekturi hitro razširil od arhitekture do kiparstva, tako monumentalne kot osebne velikosti, tekstilne umetnosti in slikarstva, ki je prevzela različne oblike, vključno s fresko, vitrajem, iluminiranim rokopisom in tabelno sliko. Meniški redovi, zlasti cistercijani in kartuzijani, so bili pomembni graditelji, ki so širili slog in razvijali njegove značilne različice po Evropi. Regionalne različice arhitekture so ostale pomembne, tudi ko se je do poznega 14. stoletja razvil skladen univerzalni slog, znan kot mednarodna gotika, ki se je nadaljeval vse do poznega 15. stoletja in še naprej na mnogih območjih.
Čeprav je bila gotska umetnost veliko bolj posvetna, kot se danes pogosto misli, saj je na splošno stopnja ohranjenosti religiozne umetnosti boljša kot pri sekularnih predmetih, je bil velik del umetnin, ustvarjen v tem obdobju, religiozen, bodisi da ga je naročila cerkev ali laiki. Gotska umetnost je bila pogosto tipološke narave in je odražala prepričanje, da so dogodki iz Stare zaveze vnaprej določili dogodke Nove in da je bil to res njihov glavni pomen. Starozavezni in novozavezni prizori so se kazali drug ob drugem v delih, kot so Speculum Humanae Salvationis in v dekoraciji cerkva. Gotsko obdobje je sovpadlo z velikim vstajenjem Marijanske pobožnosti, v katerem so igrali glavno vlogo vizualne umetnosti. Podobe Device Marije so se razvile iz bizantinskih hieratskih vrst, prek kronanja Device, do bolj človeških in intimnih tipov, cikli življenja Device pa so bili zelo priljubljeni. Umetniki, kot so Giotto, Fra Angelico in Pietro Lorenzetti v Italiji in staronizozemsko slikarstvo, so v umetnost vnesli realizem in bolj naravno človeškost. Zahodni umetniki in njihovi meceni so postali veliko bolj samozavestni v inovativni ikonografiji in opaža se veliko več izvirnosti, čeprav kopirane formule še vedno uporabljala večina umetnikov.
Na ikonografijo so vplivale spremembe teologije, prikazovanja Marijinega vnebovzetja pa so se uveljavila na starejši smrti Device in v pobožnih praksah, kot je Devotio Moderna, ki so ustvarile nove Kristusove obravnave pri temah, kot je Človek žalosti, Zamišljeni Kristus in Pietà, ki so poudarjale njegovo človeško trpljenje in ranljivost, v vzporednem gibanju kot v upodobitvah Device. Tudi v Poslednjih sodbah je bil Kristus po navadi prikazan razkrivajoč svoje rane, svoj pasijon. Svetniki so se pogosteje prikazovali in oltarne slike so prikazovale svetnike, ki so pomembni za določeno cerkev ali darovalca, ko so bili ob križanju ali kronanju Device in otroka ali so zasedali osrednji prostor (običajno za dela, zasnovana za stranske kapele). V obdobju so se mnoge starodavne ikonografske značilnosti, ki izvirajo iz novozaveznih apokrifov, postopoma odpravile pod klerikalnim pritiskom, čeprav so bile druge preveč uveljavljene in veljale za neškodljive.

## Arhitektura
Simbol gotske umetnosti so stolnice, katere je omogočila skeletna zidava. Domovina gotskega sloga je Francija in prvi dosežek je nov zaključek opatijske Stolnica sv. Dionizija, Saint-Denis blizu Pariza, ki je bila huje poškodovana v požaru leta 1134 in nato v novem slogu obnovljena. Cerkve imajo skoraj brez izjeme vzdolžno zasnovo (latinski križ). V cerkvi so obočna polja praviloma pravokotna in sprva so jih okrepila navzkriž potekajoča rebra, ki jih okrepi križno-rebrati obok. Pritisk notranjih sten in obokov je prevzel zunanji opornik, zato so se stene lahko odpirale z velikimi okni. Spoznanje Petra Parlerja je bilo, da majhna polja postanejo skorajda samonosilne konstrukcije in so rebra lahko prevzela krasilno vlogo v cerkvi. Tudi zunanjščina ni bila več tako jasno razčlenjena kot v romaniki - zlasti pročelja cerkve je prekrila množica drobnih, paličastih členov, ki poudarjajo vzpon v višino. V 15. stoletju se je uveljavil tip dvoranske cerkve (vse ladje so enako visoke, ločijo jih le stebri). Na strehah se pojavi fiala – zašiljen zaključek - razvejana roža oz. Kristusova roža (iluzija na trnje. Zelo prepoznaven element je tudi krogovičje – geometrijski vzorec, kot okvir okoli oken in vrat ter portal kot arhitekturno in likovno poudarjen vhod. 
V Italiji je bila arhitektura povsem drugačna kot v Franciji. Mestne hiše so bile veliko bolj bogate. 
Obstajajo različne zvrsti profane in sakralne gotske arhitekture:
- Francoska gotska arhitektura
- angleška gotika
- italijanska gotska arhitektura
- nemška gotska arhitektura, ki zajema tudi centralno Evropo
- Španska gotska arhitektura in Portugalska gotska arhitektura
- baltska gotika, opečna gotika v severni Evropi)

Vsaka od teh ima svoje značilnosti in niso povezane med seboj, čeprav včasih lahko opazimo kak medsebojen vpliv. Najstarejša je francoska gotska arhitektura.

### Gotske stolnice
Največji dosežki v obdobju gotike so cerkve. Si lahko predstavljamo velikost tega procesa, saj med letoma 1050 in 1350 so v Franciji odvzeli več kamna iz kamlomov kot v obdobju gradnje piramid v Egiptu. Cerkve so imele poslikana okna, na primer rozete - okrogla slikana okna visoko nad zahodnim delom in nad prečno ladjo. Križnorebrasti obok je težo razporedil na stebre, kar je razbremenilo stene in omogočilo več oken. V gotiki so poudarjali v umetnosti razliko med Bogom in ljudmi. Bog je bil najvišji in ljudje so se ga bali.
- Bazilika Saint-Denis v Parizu: prvi dosežek je zaključek opatijske cerkve Saint Denis blizu Pariza. Zgrajena je bila v 8. stoletju in je bila stara stavba, ki jo težko uvrščamo v gotiko. Začeli so jo obnavljati leta 1140, zaključena pa je bila leta 1144. Tu se je uveljavil gotski stil, kjer se prvič vidi rebraste oboke, opornike, vzporedno razporejene kapele, razširjen obok in veliko vitražev. Cerkev ima obliko latinskega križa, obočna polja so pravokotna in imajo križna rebra. Peter Parler je spoznal, da majhna polja postanejo konstrukcije zase in rebra so tako postala okras v cerkvi. Zunanjost pa prekriva množica drobnih in paličastih členov, ki poudarjajo višino stavbe. Ta cerkev je kasneje navdihnila vse poznejše arhitekte po Evropi. Kraljeva galerija v stolnici postavlja francoske kraljeve prednike proti Kristusovim prednikom. Po izročilu velja Saint-Denis za rezidenco Karla Velikega. Z gotsko stolnico se v Franciji zviša narodna zavest in spoštovanje do kraljeve družine.
- Ili-de-France: novo zahtevo po oblasti francoskega kraljestva predstavlja širjenje misli o novi stolnici Ili-de-France. Ta stolnica je podoba in zemeljska predstavitev Jeruzalema, tukaj mistika približuje človeka k Bogu. V stolnici se tako prikažejo: svetlobna mistika (Hugo de Saint-Victor), čaščenje Marije (kot stolnica Notre-Dame v Parizu, posvečena naši ljubi gospe) in sholastika, ki je imela sintetične programe. Na tak način so se pri gradnji gotskih stolnic zbrale vse umetnosti, od teologije in znanstvenih sintez do okamenele podobe poznega srednjega veka.
- Sainte Chapelle v Parizu (ni stolnica): zgradili so jo leta 1240, kot dvorno kapelo Ludvika XI. Zgradil jo je Pierre de Montreuil v Parizu. Je en sam visok prostor s steklenimi stenami.
- Canterburyjska stolnica v Angliji je eden najlepših primerov gotske stolnice v Angliji. Zgrajena je bila leta 597, uničena pa v požaru leta 1067, potem pa so jo prenovili v normanskem slogu. Ima prečno ladjo, za katero je značilno navpično paličje in je v stilu pozne angleške gotike. V prečni ladji so vitraži iz let 1178-1200, ki upodabljajo prednike Kristusa in Adama.
- Stolnica v Kölnu v Nemčiji: temeljni kamen so postavili leta 1248, dokončno zgrajena pa je bila leta 1880. Še preden je bila stolnica dokončana, so jo morali začeti obnavljati in tako vedno naprej. Dela ni nikoli konec in stolnica se ni le obnavljala ampak tudi precej spreminjala.

Pri nastanku stolnic so važne tehnične pridobitve v obočni gradnji Normanov. Nastane križno rebrasti obok, ki ima štiri točke in na njih je obok. Iz tega se razvije gotska ogrodna gradnja. V tem se kaže zveza z antičnim izročilom: križni obok so ga iznašli rimski stavbarji, ki so prisotni že v stranskih prostorih Panteona. Prikaže se možnost poenotenja prostora v cerkvi, kar je v nasprotju z romansko arhitekturo.

### Opat Suger
Suger (1081 - 1155), največja osebnost svojega časa, je bil odgovoren za prenovo stolnice v stavbo, ki bi predstavljala slavo francoske kraljeve družine, saj sta takrat rasla moč in vpliv francoske krone. Ko se je Ludvik VII. udeležil križarskega pohoda, je postavil opata za svojega namestnika v Franciji. Sugerjevi nameni so bili v nasprotju z Bernardom iz Clairvauxa uporabljati vsa umetniška ponazarjanja. Zgledoval se je po Psevdo-Denisu, sirskem mistiku iz 5. stoletja. Zanj je svetloba razsvetljevala, kar je bilo izpostavljeno. Svetlobo je primerjal z božjim znamenjem in sposobnostjo, da zavrže sence sveta. Tako je Suger prostore spremenil v visoke in vitke oblike z velikimi okni, ki so skrivnostno razsvetljevali prostor z mračno svetlobo in ga nabili z duhovno energijo.
- Stolnica v Burgosu
- Stolnica svetega Petra, Malmö, Švedska
- Canterburyjska stolnica
- Sainte Chapelle, Pariz
- Opat Suger
- Stolnica Notre-Dame v Parizu

## Slikarstvo
Slikanje v slogu, ki ga lahko imenujemo gotika, se je pojavilo šele okoli leta 1200, skoraj 50 let po nastanku gotske arhitekture in kiparstva. Prehod iz romanike v gotiko je zelo nenatančen in sploh ne pomeni jasnega preloma, gotski okrasni detajli pa se pogosto uvajajo, preden se veliko spremeni v slogu samih figur ali kompozicij. Potem postajajo figure bolj animirane pri pozi in izrazu obraza, po navadi so manjše glede na ozadje prizorov in so bolj prosto razporejene v slikovnem prostoru, kjer je prostor. Ta prehod se najprej zgodi v Angliji in Franciji okrog leta 1200, v Nemčiji okoli 1220 in Italiji okrog 1300. Slikanje v gotskem obdobju so izvajali v štirih glavnih medijih: freske, plošče, iluminirani rokopisi in vitraji.
Naročniki teh slik so bili pomembnejši meščani, ki so najpogosteje kupovali knjige. Upodobitve izražajo močna  verska čustva (ponižnost, kesanje, pravičnost, skromnost). Veliko je novih nabožnih motivov, ob tem pa so se odprli pogledi na vsakdanjik in na idealizirani svet fevdalizma, kakršnega so opevali viteški epi. Človekova podoba se je vse bolj spreminjala v realistično, plastično popolno telo. Zdaj je tudi svetloba  postajala enovita in znova dobimo vtis, da luč oblikuje prizor logično osvetljavo in osenčenjem. Upodobitve prostora so vse bližnje vidni resničnosti.
Slogovne razlike med posameznimi deželami so presenetljivo velike. Tako denimo vse nemško slikarstvo 13. stoletja zaznamuje 'zobčasti slog', hkrati pa v Franciji pariška šola obvladuje z mehkimi, v S-linijo usločenimi liki vse slikarstvo. Italijanska umetnost je bila v 13. stoletju še močno  pod vplivom bizantinskih oblik. Vendar je okrog  leta 1400  umetnost povsod zelo naklonjena slogu mednarodne gotike. Značilne so vitke, usločene drže oseb, bogata oblačila in razkošno okolje.
Slikana okna so bila vselej zasnovana kot del arhitekturne lupine; so v steno vgrajene slike. Med vsemi slikami so najbolj spremenljive narave, saj so njihova svetilnost, ki pada nanje.
V Sloveniji slikarstvo prevladuje predvsem številne freske, s katerimi so poslikali mnoge velike in majhne cerkve. Na zunanjščinah so pogosto slikali svetega Krištofa, ki naj bi varoval pred nenadno smrtjo. V notranjščini je na zahodni steni večkrat upodobitev Poslednje sodbe, na severnih stenah pa se marsikje razvije dolg sprevod Svetih Treh kraljev. Južne stene največkrat krasijo svetniške legende.

### Freske
Freske so še naprej uporabljali kot glavno slikovno pripovedno obrt na cerkvenih stenah v južni Evropi kot nadaljevanje zgodnje krščanskih in romanskih tradicij. Naključje preživetja je na Danskem in Švedskem dalo največje skupine ohranjenih cerkvenih stenskih poslikav v slogu Biblia pauperum, ki se običajno razširijo na takrat zgrajene križne oboke. Tako na Danskem kot na Švedskem so bile po reformaciji skoraj vsi pokriti z apnenim opleskom, nekatere pa so od svojega nastanka ostale nedotaknjene. Med najboljšimi primeri z Danskega so primeri mojstra iz Elmelundeja z danskega otoka Møn, ki je okraševal cerkve v Fanefjordu, Keldbyju in Elmelundeju . Albertus Pictor je menda najbolj znan umetnik fresk iz obdobja, ki je deloval na Švedskem. Primeri švedskih cerkva z dobro ohranjenimi freskami vključujejo cerkve Tensta, Gökhem in Anga.

### Vitraji
V severni Evropi je bil vitraj pomembna in prestižna oblika slikarstva vse do 15. stoletja, ko ga je izpodrinilo tabelno slikarstvo. Gotska arhitektura je močno povečala količino stekla v velikih stavbah, deloma, da bi omogočila široka okna, kot pri rozetah. V zgodnjem delu obdobja so uporabljali predvsem črno barvo in prozorno ali svetlo obarvano steklo, v zgodnjem 14. stoletju pa je uporaba srebrovih barv, poslikanih na steklu, ki se je nato peklo, omogočila več barvnih različic, osredotočenih na rumene barve, ki se uporablja s prozornim steklom v enem kosu. Do konca obdobja so oblikovalci vse pogosteje uporabljali velike koščke stekla, ki so bili pobarvani, z rumenimi barvami kot prevladujočimi barvami in relativno malo manjših kosov stekla v drugih barvah.

### Rokopisi in tisk
Iluminirani rokopisi predstavljajo najcelovitejši zapis gotskega slikarstva in zagotavljajo sloge v krajih, kjer nobena monumentalna dela sicer niso preživela. Najstarejši polni rokopisi s francosko gotsko ilustracijo segajo v sredino 13. stoletja . Številni taki rokopisi so bili kraljeve biblije, čeprav so psalterji tudi vsebovali ilustracije; Pariški psalter iz Saint Louisa iz leta 1253 do 1270 ima 78 iluminacij na celotni strani v tempera barvi in zlatih listih.
V poznem 13. stoletju so pisarji začeli ustvarjati molitvenike za laike, ki jih pogosto imenujejo knjige ur ali horarij. Zdi se, da je bil najzgodnejši primer napisan za neznano laikinjo, ki je živela v majhni vasici blizu Oxforda okoli leta 1240. V Franciji pa se razvijejo rokopisi Ludvika Svetega, ki je eden izmed glavnih mojstrov 14. stoletja. Z njim še Jean Pisel, mojster Biblije. Horariji vsebujejo molitve za lastno pobožnost, zraven so še koledarji in strani z upodobitvami, vse skupaj podrejeno ritmu cerkvenega leta. Uvod v opazovanje narave in vsakdanjega življenja je najlepše prikazan v horariju bratov Limburg Très Riches Heures du Duc de Berry. Plemstvo je pogosto kupovalo takšna besedila in lepo plačevalo za dekorativne ilustracije; med najbolj znanimi ustvarjalci le-teh je Jean Pucelle, čigar Molitvenik Jeanne d'Evreux je naročil kralj Karel IV. kot darilo za njegovo kraljico Jeanne d'Évreux . Elementi francoske gotike, ki so prisotni v takih delih, vključujejo uporabo dekorativnih strani, ki spominjajo na arhitekturo časa z podolgovatimi in podrobnimi figurami. Uporaba prostorskih kazalcev, kot so gradbeni elementi in naravne danosti, kot so drevesa in oblaki, označuje tudi francoski gotski slog iluminacije.
Od sredine 14. stoletja se zdi, da so bile blok knjižice v Nizozemskih deželah, kjer so bile najbolj priljubljene, tudi cenovno dostopne. Do konca stoletja so tiskane knjige z ilustracijami, ki so še vedno večinoma o verskih temah, hitro postale dostopne uspešnemu srednjemu sloju, prav tako pa so bile v teh knjigah dokaj kakovostne gravure tiskarjev kot sta Israhel van Meckenem in Master E. S., v 15. stoletju. Uvedba poceni tiska, večinoma v lesorezu, je tudi kmetom omogočila, da imajo doma pobožne slike. Te drobne slike na trgu, pogosto surovo obarvane, so bile prodane v tisočih, danes pa so izjemno redke, večina pa je bila prilepljena na stene.

### Oltarne slike in tabelno slikarstvo
Prve primere dobimo v Italiji z oltarnimi nastavki. Tukaj se prikaže vpliv poznoantične bizantinske slike. Upodobljena je Mati Božja na prestolu z Jezusom, ali pa slike s Svetim Frančiškom in okoli njega prizori iz njegovih legend. V 13. stoletju je bil v Italiji glavni Berlinghier Berlinghierij, njemu pa so sledili skupina Pisanov, z njimi pa tudi Cimabue v Rimu, Duccio di Buoninsegna v Sieni in Giotto di Bondone. Giotto je uvedel v zahodno slikarstvo nov način gledanja in izražanja: njegove figuralne prizore postavlja v pravokoten okvir, ki uredijo kompozicijo. Tako nastane samostojna slika v sodobnem pomenu. Prizor se gleda z osrednjega gledišča, dejanje pa se dosledno razvija.
Slikanje z oljem na platnu je postalo priljubljeno šele v 15. in 16. stoletju in je bilo znak renesančne umetnosti. V severni Evropi je pomembna in inovativna šola staronizozemskega slikarstva v glavnem v gotskem slogu, vendar jo je mogoče šteti tudi za del severne renesanse, saj je pred odhodom v Italijo zanimanje za klasicizem močno vplivalo na sever. Slikarja, kot sta Robert Campin in Jan van Eyck, sta uporabila tehniko oljnega slikanja, da sta ustvarila podrobna dela, korektna v perspektivi, kjer je bil navidezni realizem kombiniran z bogato zapleteno simboliko, ki izhaja prav iz realističnih podrobnosti, ki jih zdaj lahko vključujejo, tudi v majhna dela. V staronizozemskem slikarstvu iz najbogatejših mest severne Evrope je bil nov minutni realizem v oljnem slikarstvu kombiniran s subtilnimi in zapletenimi teološkimi aluzijami, izraženimi prav skozi zelo podrobne religiozne prizore. Oltar Mérode (1420-ih) Roberta Campina in washingtonsko Van Eyckovo Oznanjenje ali Madona kanclerja Rolina (obe iz 1430-ih, Jan van Eyck) sta taka primera . Za bogate so postajale vse bolj priljubljene majhne tabelne slike, celo poliptihi v oljni tehniki, ki so pogosto prikazovali portrete donatorjev, čeprav pogosto veliko manjše od upodobljenih Device ali svetnikov. Ti so bili običajno razstavljeni v domu.
V Nemčiji pa lahko dobimo najstarejša pričevanja tabelnega slikarstva v okolici Kölna in Soesta v Vestfaliji. Razcvet pa doživi v začetku 14. stoletja kölnsko tabelno slikarstvo.
- Poznogotska upodobitev Čaščenje Svetih treh kraljev iz Strasbourške stolnice.
- Sveti Bernhard iz Clairvauxa
- Les Très Riches Heures du duc de Berry
- Giotto, Sveti Joahim
- Giovanni Pisano

## Kiparstvo
Kiparji so bili do takrat posamezni ustvarjalci in rokodelci, njihovo naročniki pa mesta kot celota in posamezni meščani, v gotiki pa so se delavci združili. Ustvarili so držo v obliki črke S, pozneje pa v obliki Y. Začeli so risati portrete svetnikov in mrtvih ljudi, tako so jih zopet imeli med njimi. Začeli so izdelovati majhne kipe za kapele, gradove in bolnišnice. Njihovi kupci so bili fevdalci in bogati meščani.
V 13. stoletju se kiparstvo nekoliko spremeni: človeška podoba pridobiva njeno držo in se uveljavi s pomočjo duhovne moči. Skulpture v gotskih stolnicah so važne, ker kažejo vezanost. Stolnica ima svoje mesto v vrsti, ampak ta deluje kot individualen člen. V Nemčiji sprejmejo težnjo gotske arhitekture. Delo Naumburškega mojstra je značilno nemško delo iz 13. stoletja. Figure zahodnega koru niso vezane na arhitektonsko sestavo kot v Franciji, ampak so predstavljene kot posamezne osebnosti. Si stojijo nasproti, kot da bi se pogovarjali. Na tak način nastane vtis osrednje povezanosti. Podobne primere najdemo tudi v Magdeburški stolnici in zlatih vratih Freiburške stolnice. V 14. stoletju se pokaže preobrazba: razvoj plastike v Italiji, v Franciji in Nemčiji pripelje do nagnjenja do intimnosti, slikovitemu, realističnemu zlogu. V mistiki se razvijejo oblike nabožne podobe kot so pietà, skupina Kristusa z Janezom, trpeči zveličar in sveti križ. V 14. stoletju Köln uvede v umetnost plastični blok skulpture z gubami, z razvlečenimi proporci in telo in obraz z asketskimi tvorbami. To doseže višek v 14. stoletju z nagrobnico škofa Hohenlohe, ki je umrl leta 1352, v Bamberški stolnici. Umetnost Parlerjev začne reagirati proti breztelesnemu poimenovanju. V Italiji skulptura kaže na razvoj renesanse. Mojster predrenesanse je Niccolò Pisano. On sam posnema antiko in jih pomeša s trdo, kiparsko postavo. To se pokaže na stolnici v Pisi in stolnici v Sieni, kjer se spet prikaže relief iz poznoantičnih sarkofagov, ki upodablja človeka in njegovo figuro. Njegova dela niso bila nikoli popolno gotska, ampak je bila mešanica antike in gotike. Šele njegov sin Giovanni Pisano je razširil gotski duh v Italiji.

### Monumentalni kipi
Gotsko obdobje je v bistvu opredeljeno z gotsko arhitekturo in se ne ujema povsem z razvojem sloga v kiparstvu niti v začetku niti v zaključku. Pročelja velikih cerkva, zlasti okrog vrat, so še naprej imele velike timpanone, a okoli njih so se širile tudi vrste izklesanih figur.
Kipi na zahodnem (kraljevem) portalu v stolnici v Chartresu (iz približno leta 1145) kažejo eleganten, vendar pretiran stebrast raztezek, toda tisti na južnem portalu transepta iz 1215–20 kažejo bolj naturalističen slog in vse večjo odcepljenost od stene zadaj in nekaj zavedanja o klasični tradiciji. Ti trendi so se nekaj let pozneje nadaljevali na zahodnem portalu v stolnici v Reimsu, kjer so figure skoraj v krogu, kar je postalo običajno, ko se je gotika razširila po Evropi. V Bamberški stolnici je morda največji sklop skulptur iz 13. stoletja, ki je vrhunec doživel leta 1240 z Bamberškim jezdecem, prvim konjeniškim kipom v naravni velikosti v zahodni umetnosti od 6. stoletja dalje.
Nicola Pisano (1258–78) in njegov sin Giovanni sta v Italiji razvila slog, ki ga pogosto imenujejo protorenesansa, z nezgrešljivim vplivom rimskih sarkofagov in prefinjenimi in prenatrpanimi kompozicijami, vključno s simpatičnim ravnanjem z goloto, v reliefnih panojih na svoji prižnici stolnice  v Sieni (1265–68), Fontani Maggiore v Perugii in Giovannijevi prižnici v Pistoii iz leta 1301.
Drug preporod klasičnega sloga je viden v mednarodnem gotskem delu Clausa Sluterja in njegovih privržencev v Burgundiji in Flandriji okoli leta 1400. Poznogotska skulptura se je nadaljevala na severu, z modo zelo velikih lesenih kiparskih oltarnih umetnin z vse bolj virtuoznimi rezbarijami in velikim številom vznemirjenih izraznih figur; večina ohranjenih primerov je v Nemčiji, po mnogo drugih ikonoklazmih. Tilman Riemenschneider, Veit Stoss in drugi so slog nadaljevali tudi v 16. stoletju in postopoma absorbirali italijanske renesančne vplive.
Nagrobniki v naravni velikosti v kamnu ali alabastru so postali priljubljeni za premožne,  razvile so se velike grobnice na več ravneh, tako da so bile Scaligerijeve grobnice iz Verone tako velike, da jih je bilo treba premakniti izven cerkve. Do 15. stoletja je v župnijskih cerkvah, ki si niso mogle privoščiti kamnitih retablov, te izdelovala industrija iz nottinghamskega alabastra in jih izvažala kot oltarne reliefe v večjem delu Evrope.
- Južni portal stolnice v Chartresu (c. 1215–20).
- Zahodni portal Reimsske stolnice, skupina Oznanjenje.
- Nicola Pisano, Kristusovo rojstvo in Čaščenje Svetih treh kraljev iz prižnice baptisterija v Pisi.
- Claus Sluter, David in prepok iz  Mojzesovega vodnjaka.
- Baza relikviarija Svetega trna, Pariz, 1390-ta, a Vstajenje mrtvih v zlatu, emajlu in draguljih.
- Človek žalosti na glavnem portalu Ulm Münster, Hans Multscher, 1429.
- Del tabelne slike "Kristusovo vstajenje", angleški nottinghamski alabaster, 1450–90, z ostanki barve.
- Detajl Zadnje večerje iz "Oltarja svete krvi" Tilmana Riemenschneiderja, 1501–05, izrezljano apno, Rothenburg ob der Tauber, Bavarska.

### Prenosni kipi
Majhne rezbarije za pretežno lahek in pogosto ženski trg so v Parizu in nekaterih drugih središčih postale velika panoga. Tipi slonovine so bili majhni pobožni poliptihi, posamezne figure, zlasti Device, omarice z ogledali, glavniki in dovršene skrinje s prizori iz romanc, ki so se uporabljala kot darila za zaroko . Zelo bogati so zbirali ekstravagantno dovršene kovinske in emajlirane predmete, tako posvetne kot verske, kot je relikviarij Duc de Berryja Sveti trn, dokler jim ni zmanjkalo denarja, ko so jih spet raztopili za denar .
Gotske skulpture, neodvisne od arhitekturnega ornamenta, so bile ustvarjene predvsem kot pobožni predmeti za dom ali namenjene kot donacija za lokalne cerkve . Majhni reliefi v slonovini, lesu in kosti kažejo verske in posvetne predmete ter so bili namenjeni cerkveni in domači uporabi. Takšne skulpture so delo mestnih obrtnikov, najbolj trden predmet tridimenzionalnih majhnih kipov pa je Devica Marija sama ali z otrokom. Pariz je bil glavno središče slonokoščenih delavnic in so jih izvažali v večino severne Evrope, čeprav je imela tudi Italija precej proizvodnje. Primer teh neodvisnih skulptur je med zbirkami opatijske cerkve St Denis; ¸posrebrena Devica in otrok je iz leta 1339 in ima Marijo odeto plašč z infantilno Kristusovo figuro. Tako preprostost plašča kot otroška mladost sta vzor drugim skulpturam, ki jih najdemo v severni Evropi iz 14. stoletja do začetka 15. stoletja. Takšna skulptura kaže evolucijo iz prejšnjega krutega in podolgovatega sloga, še vedno deloma romanskega, v prostorski in naturalističen občutek v poznem 12. in začetku 13. stoletja. Druge francoske gotske kiparske teme so vključevale figure in prizore iz takratne popularne literature. Posnetki iz poezije trubadurjev so bili še posebej priljubljeni med obrtniki z ogledali in majhnimi škatlami, katere so domnevno uporabljale ženske . Kovček s prizori romantike (Walters 71264) iz leta 1330–50 je nenavadno velik primer, v katerem so na voljo številni prizori iz različnih literarnih virov.
Priljubljeni in poceni so bili tudi spominki romanj v svetišča, na primer glinene ali svinčene značke, medalje in ampule, odtisnjene s podobami. Njihov posvetni ekvivalent, značke z grbi, so bili znak fevdalne in politične lojalnosti ali zavezništva, ki je v Angliji veljalo za družbeno grožnjo pod bastardnim fevdalizmom. Cenejše oblike so včasih dajali brezplačno, tako kot 13.000 značk, ki jih je leta 1483 naročil angleški kralj Richard III. v fustianskem platnu z emblemom belega merjasca za investituro svojega sina Edvarda kot welškega princa , ogromno število glede na takratno prebivalstvo. Dunstableov labodji dragulj, ki je v celoti izdelan v emajliranem zlatu, je veliko bolj ekskluzivna različica, ki bi jo prejel nekdo zelo blizu ali pomemben donatorju.

## Gotska umetnost v Sloveniji
Po Sloveniji je malo primerov spomenikov, pri katerih čutimo večji poudarek na čustvenosti oseb, in jih lahko uvrstimo v zgodnjo gotiko. Med 13. in 14. stoletjem je bila narejena prva plast severne ladje v Crngrobu, del poslikave v Vrzdencu pri Horjulu, poslikava Svetega Janeza v Bohinju, pri katerih se opazi poizkuse mehčanja linij in plastičnega oblikovanja teles. Vsi ti spomeniki so bili naslikani na večkrat poslikanih stenah, kar je pripomoglo k njihovem slabem stanju. Slovenijo lahko uvrstimo med klasične freskantske dežele tudi v obdobjih, v katerih so druge dežele cvetele v tabelni arhitekturi.

## Pozna gotika
Pozna gotika se razvije v 14. stoletju in z njo nastane samostojen in nov slog z lastno zgodovino. Visoka gotika je izhajala iz Francije kot nacionalni slog, zdaj pa so to simbol lastnega razvoja. Ta vpliva na Francijo, Anglijo in Nemčijo, v Španiji pa se razvije bogata poznogotska arhitektura. V 15. stoletju se Italija oddaljuje od gotike. Evropski knežji dvori postajajo umetniška središča (Pariz, Avignon in Praga). Začne se razvijati tiskarska grafika z lesorezom in bakrorezom. Nemčija v tem obdobju se najbolj oddali od klasične francoske gotske sheme. Cerkve so vsebovale podolžne ladje in svode ali hodnike, ki so imenovali mrežasti svodi, ker so tvorili kot nekako mrežo. Anglija je bila posebno pomembna za pozno evropsko gotiko s svojim dekorativnim sistemom. Angleži so poimenovali že od vsega začetka okensko krogovičje kot okrasno nalogo. Plamenaste in čebulaste oblike konstruirane iz čistih potez s šestilom so tvorile »curvilinear style«, ki se po zahvali Anlgežev leta 1370 razširi v Franciji, okoli 1400 pa po vsej Evropi. Pozna gotika opusti stroge koničaste loke in uvede svobodnejše oblike kot so plosk gredljast lok ali zasločen lok, ki ga imenujemo tudi oslov hrbet. »Perpendicular« ali »rectilinear« so odločilni za angleško arhitekturo. Ime je dobil od vodoravnega in navpičnega dekorativnega sistema, ki pokriva notranjo in zunanjo arhitekturo, spremlja obok in se spušča v prostor z lijasto obliko. V tem obdobju so postavljali sakralne in posvetne stavbe in v 19. stoletju so zgradili tudi parlament. Stolnična shema se malo spremeni. Plastične in konstruktivne oblike jih nadomestijo križanje in sekanje gradbenih oblik. V poznogotskih stolnicah se prikažejo na portalih plastike oltarjev, nabožnih podob, Zadnjo večerjo, na Oljski gori in nagrobnike. Figure svetnikov in Marije, ki enkrat so jih oblikovali po viteškem idealu, zdaj so se ravnale po tipih mestnega prebivalstva. Razvije se telesnost, tehnika ki poudarja novo odkrito telesnost in postane poudarjeno sredstvo za stilizacijo. V slikarstvu izžarevajo osebna moč in po svoje oblikovan slog. Najbolj znani slikarji v tem času so Hans Multscher, Veit Stoss in Timan Riemenschneider. V njihovih delih gotska dela napovedujejo dobo humanizma. Človeška podoba je tako oblikovana, da ne izhaja več iz slogovnih načel, ampak iz človeškega jedra svojih upodobljenih osebnosti. Znani mojstri vplivajo na razvoj slikarstva. V vseh državah je tabelno slikarstvo vodilno, tej pa sledijo miniaturna umetnost v Franciji in Flandriji. Razvijejo se podrobnosti iz narave, perspektivnem upodabljanju notranjščine. Pomembni za razvoj sta brata Van Eyck, ki sta leta 1426 do 1432 ustvarila njuno glavno delo, Gentski oltar. Z njima dvema umetnost odkrije mastne tempere, odkrita prostorska povezanost med stvarmi in materija je slikovno obvladana. Okoli 14.stoletja cesarski dvor v Pragi se razvije v vodilno umetnostno središče češke. To ozemlje postane izhodišče novih umetnostnih tokov.